# Stare Górki
Stare Górki (dawn. Górki Stare) – dawna podłódzka miejscowość, od 1946 osiedle w zachodniej części Łodzi, w dzielnicy Górna. Administracyjnie wchodzi w skład osiedla Stare Chojny. Rozpościera się w rejonie ulicy Bieszczadzkiej.

## Historia
Stare Górki to dawna wieś, od 1867 w gminie Chojny. W okresie międzywojennym należała do powiatu łódzkiego w woj. łódzkim. W 1921 roku liczba mieszkańców wynosiła 65. 1 września 1933 weszła w skład nowo utworzonej gromady Górki, składającej się ze wsi Górki Stare i Górki Nowe.
Podczas II wojny światowej włączone do III Rzeszy. Po wojnie Stare Górki powróciły na krótko do powiatu łódzkiego woj. łódzkim, lecz już 13 lutego 1946 włączono je do Łodzi.